# ダッジ・キングスウェイ
キングスウェイ（Kingsway ）は、ダッジが販売していた乗用車である。

## 初代（1946年-1952年）
1946年に発表された。

## 2代目（1954年-1959年）
1955年に発表された。インド仕様はプレミアで製造され、オーストラリア仕様はクライスラーオーストラリアで製造された。

## 3代目（1956年-1959年）
1956年に発表された。新規プラットフォームを使用しており、尖ったプロポーションを手に入れた。
1960年、ダッジ・ダートの導入に伴いモデル廃止される。